# Cinturón aurífero de El Indio

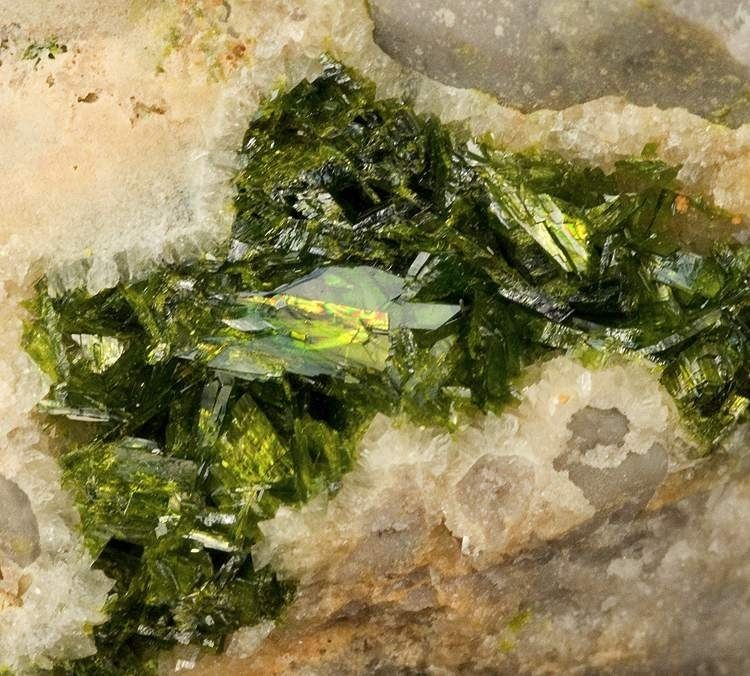
Rodalquilarita, una telurito de hierro raro del rajo Wendy en la mina Tambo en Chile,

El Cinturón aurífero de El Indio o Cinturón de Oro El Indio es una región rica en minerales que se extiende a lo largo de la frontera entre Chile y Argentina y que contiene grandes cantidades de oro, plata y cobre. A ambos lados de la frontera, el cinturón se encuentra dentro de los Andes. La mina El Indio dentro del distrito fue la primera mina moderna en Chile en producir oro como su producto principal. En Chile, el principal mineral que contiene metales preciosos es la enargita. El cinturón El Indio limita al norte con otro distrito minero de oro y plata conocido como el Distrito Frontera. La rodalquilarita, la alunita y la poughita son algunos de los minerales presentes en el área. Los depósitos del cinturón se formaron durante el período Mioceno tardío.
La empresa minera de oro más grande del mundo, Barrick Gold, solía ser la única empresa extranjera con grandes inversiones en la región; sin embargo, a partir de los 2010s, varias otras empresas han realizado actividades exploratorias.

## Minas
- El Indio, cerrada en 2002 (Barrick Gold)
- Pascua Lama (Barrick Gold)
- Tambo, cerrada en 2001 (Barrick Gold)